# ريتشيلد، كونتيسة هينو
ريتشيلد، كونتيسة مونس وهينو (حوالي. 1018 - 15 مارس 1086) كانت كونتيسة القرينة لـ هينو وفلاندرز والوصية في فلاندرز.
ريتشيلد إما تكون ابنة أو زوجة ابن ريغنار الخامس، كونت هينو، تزوجت من هيرمان من مونس حوالي 1040،  ومع وفاته تزوجت من بالدوين دي فلاندرز الابن البكر لـ بالدوين الخامس، كونت فلاندرز، وانجبت له ابنين، ومع وفاته في 1070، ترك فلاندرز لابنه البكر أرنولف الثالث وهينو لـ بالدوين الثاني وأكد إذ توفى أحدهما أولا يرثهُ الأخر، وأيضا حصل بالدوين السادس تأكيدات من شقيقه الأصغر روبرت الفريزي الذي اعطى اليمين إليها وبمساندة ابن أخيها، وعلى الفور عمهم روبرت الفريزي كسر يمينه وعارض حكم أرنولف الثالث، ناشدت ريتشيلد بـ ويليام فيتزأوسبرن من نورماندي التي تزوجها فوراً، وأيضا على الرغم من مساعدات من فيليب الأول ملك فرنسا إلا أنهم انهزموا في معركة كاسيل في 1071 وقتل فيها ابنها وزوجها الثالث ويليام، وأيضا تم القبض عليها ولكن أطلق سراحها لاحقاً، اعترف الملك فيليب لاحقا بـ روبرت كونت فلاندرز.
احتفظت ريتشيلد وابنها الأصغر بالدوين الثاني بـ هينو، بذلت بعض المحاولات لاستعادة فلاندرز لاحقاً ولكنها فشلت، ومع نهاية الوصاية تقاعدت في دير ميسن وتوفي هناك في 15 مارس 1086.

## الزواج والأبناء
تزوجت ريتشيلد أولا من هيرمان، كونت هينو، وكان لديهم أبنين:-
- روجر (توفي. 1093) على ما يبدو أنه كان أعرج، أصبح أسقف شالون سور مارن.[9]
- ابنة، اسمها غير معروف.[9]

ثم تزوجت من بالدوين السادس، كونت فلاندرز، وأيضا كان لديهم ابنين:-
- أرنولف الثالث، كونت فلاندرز (1055 - 22 فبراير 1071).[2]
- بالدوين الثاني، كونت هينو (1056 - 1098).[2]

وفي عام 1071 تزوجت من ويليام فيتزوسبرن، إيرل هيرفورد الأول (1025 - 1071).